# 紫柳珊瑚科
紫柳珊瑚科（学名：Victorgorgiidae）是珊瑚纲软珊瑚目的一科，为一类深海珊瑚。本科原为单型科，仅含紫柳珊瑚属（Victorgorgia）一属。2022年，有研究人员将本科归入Malacalcyonacea目，并将原属羽珊瑚科的 Trachythela 属归入本科。